# Colletes biskrensis
Colletes biskrensis är en biart som beskrevs av Noskiewicz 1936. Colletes biskrensis ingår i släktet sidenbin, och familjen korttungebin. Inga underarter finns listade i Catalogue of Life.